# Меркет

Острів Меркет з нарисом державного кордону станом на 1985 рік

Збільшення території острова в період 1810—1980 рік

Меркет (швед. Märket) — скелястий острівець у Балтійському морі у складі Аландських островів, розташований між Фінляндією та Швецією, площею близько 30 000 м², без постійного населення. Найзахідніша точка Фінляндії. Найменший розділений кордоном острів у світі. Це також єдине місце, де Швеція межує на суходолі з автономною шведськомовною провінцією Фінляндії — Аландські острови. Окрім того тут проходять кордони шведських провінцій Стокгольм та Уппсала.
Острів поділено між Швецією та Фінляндією відповідно до російсько-шведської Фрідріхсгамської угоди (1809).

## Географія
Найближчий сусідній до острова Меркет суходіл знаходиться на північному заході на відстані 1100 метрів — риф Меркетшаллар (Швеція), довжиною близько 100 метрів. Відстань від острова Меркет до материкового узбережжя Фінляндії становить 130 км.
Розміри острова Меркет складають приблизно 350 метрів в довжину та 150 метрів в ширину, загальна площа близько 3 гектарів. Завдяки цьому острів вважається найменшим морським островом поділеним між двома країнами. Найвища точка острова (за винятком штучних споруд) знаходиться приблизно 2 метри над рівнем моря. На північному березі острова знаходяться два місця для висадки, обладнані закріпленими в камені металевими кільцями для прив'язування шлюпок.

## Геологія
Острів складений вулканічними породами — діабазами, віком приблизно 1.265 мільйонів років. З огляду на довготривалий підйом земної поверхні, характерний для території Скандинавського півострова, острів Меркет росте над рівнем моря щороку в середньому на 5.5 міліметра. Тому, порівняно з першими вимірами 1810 року площа острова збільшилась майже на 30 %: він став довшим на 80 метрів та ширшим на 30 метрів і продовжує збільшуватись. .

## Флора та фауна
Рослинність острова дуже бідна, оскільки тут відсутні джерела прісної води, та внаслідок частого затоплення острова морем. В таких умовах тут змогли вижити лише стійкі рослини-галофіли. Проведене 1998 року дослідження виявило 23 види рослин, серед них: тонконіг лучний (Poa pratensis), жовтець їдкий (Ranunculus acris), підбіл звичайний (Tussilago farfara), три види очеретів, а з дерев'янистих рослин — карликова форма верби білої (Salix alba).
Час від часу на острові з'являються довгоморді тюлені (Halichoerus grypus) та кільчасті нерпи (Pusa hispida). Також на острові перепочивають та в незначній кількості гніздяться морські птахи.
Води довкола острова багаті рибою, придатної як для промислового, так і для спортивного лову. Основними об'єктами промислового лову є салака (Clupea harengus membras) та балтійський шпрот (Sprattus sprattus balticus). Окрім того, іноді ловлять камбалу та сьомгу (Salmo salar).
Острів Меркет є частиною архіпелагу Сігнілскар-Меркет, що з 28 травня 1974 року оголошено Рамсарським водно-болотним угіддям міжнародного значення, і тому його природне середовище підлягає охороні.

## Людська діяльність

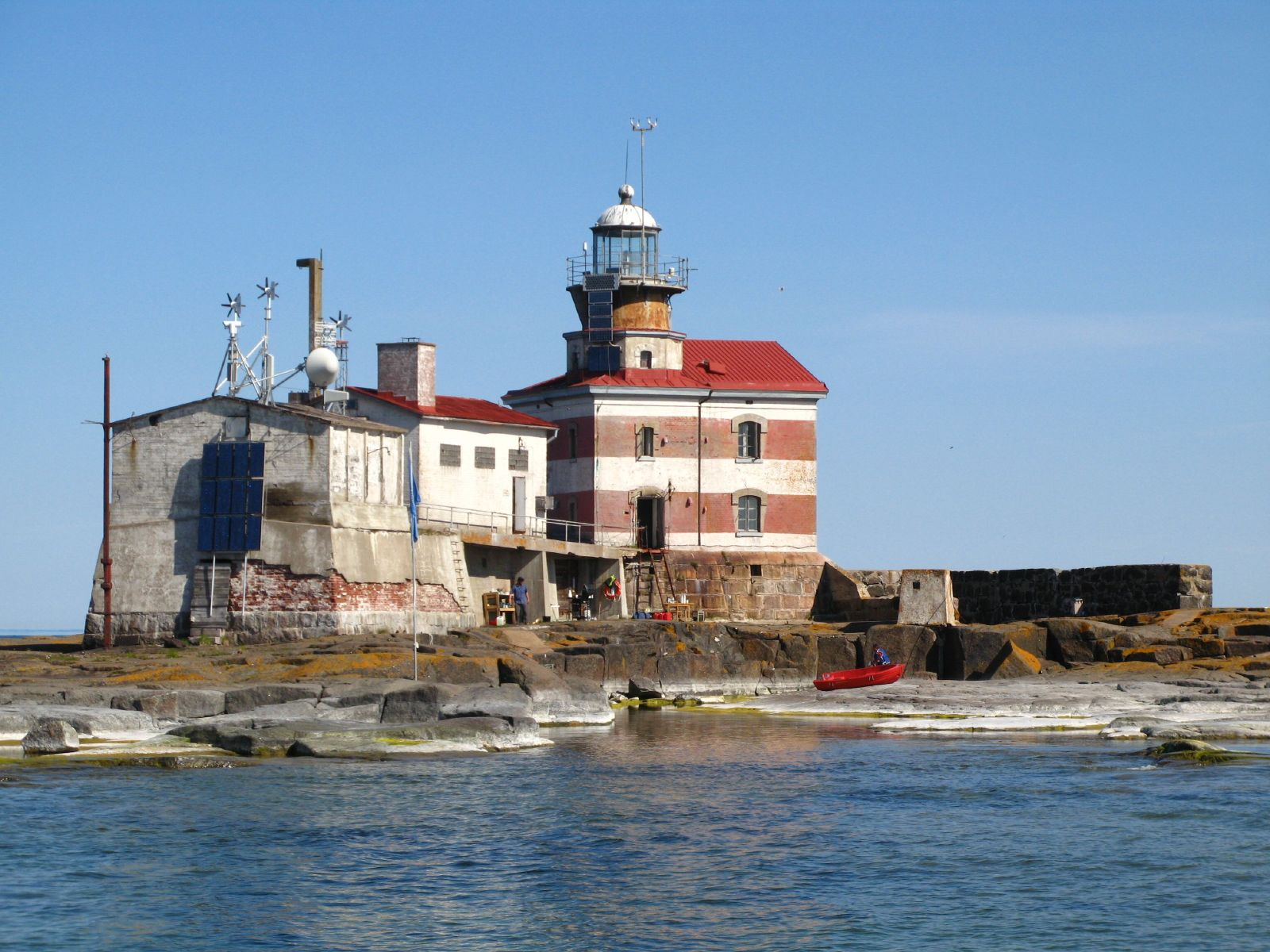
Маяк острова Меркет, вид з фінської території

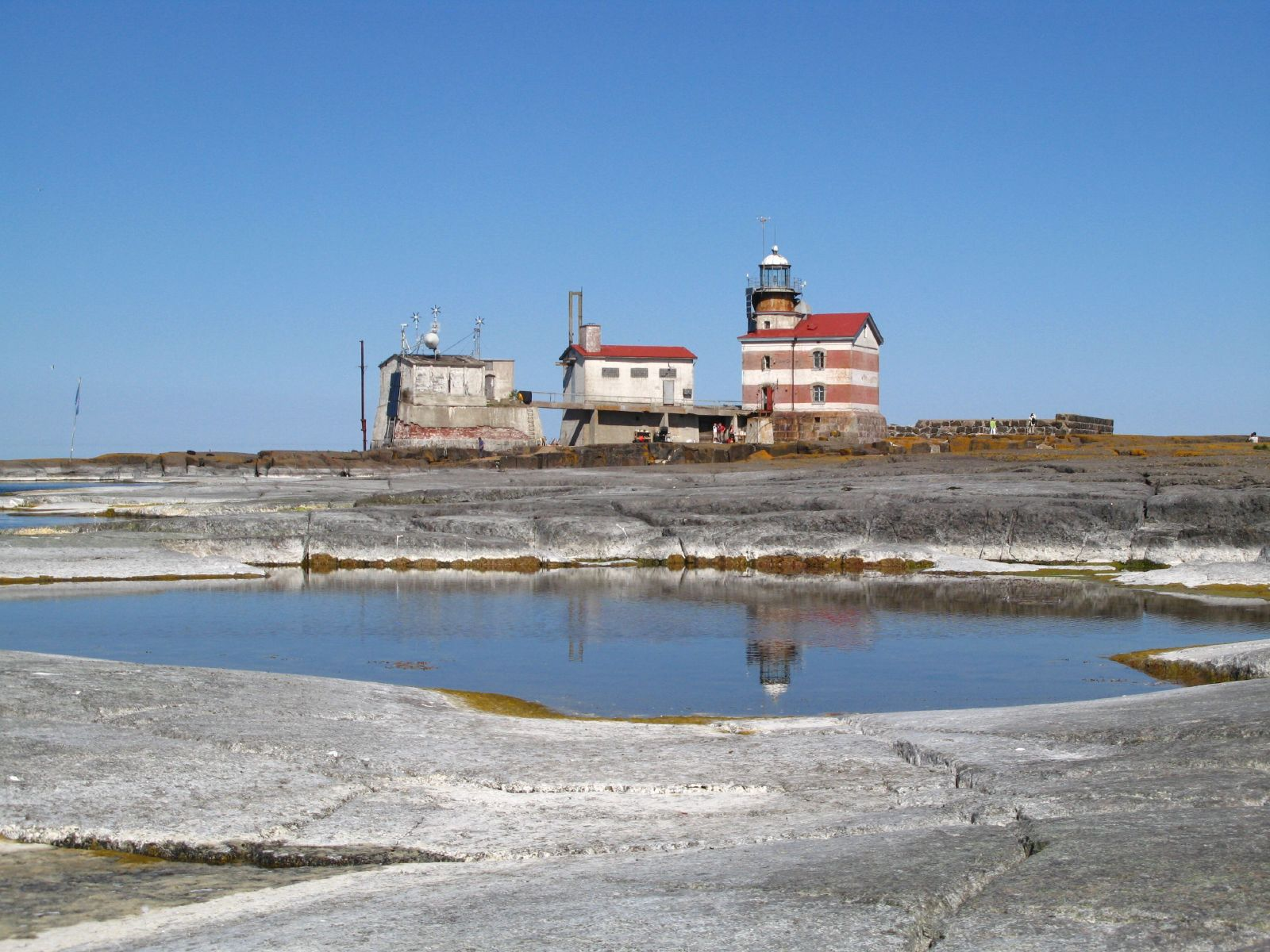
Вид на маяк з краю острова

На фінській частині острова побудовано маяк та господарські споруди, починаючи з 1979 року маяк працює в автоматичному режимі — без постійного персоналу. При будівництві маяка (1885) не існувало чіткої топографічної карти острова, яка б точно вказувала приналежність його частин Швеції та Фінляндії. Пізніше з'ясувалось, що маяк збудовано на шведській території.
Результатом дипломатичних переговорів стала зміна кордону між Швецією та Фінляндією на острові у 1985 році. Завдяки новому перебігу кордону маяк опинився на фінській території та його сполучено з рештою фінської території вузькою смугою суходолу. Попри це площі територій острова та ділянки узбережжя, що належать кожній з країн не змінились, адже це було необхідним для дотримання незмінності рибальських зон у навколишніх водах.
Результатом дотримання таких умов та обміну територій стало одне з найнезвичніших креслень державного кордону на такій малій ділянці суходолу (див. карту). Кожні 25 років офіційні представники Швеції та Фінляндії переобчислюють проходження кордону, та проводять нову демаркацію. Востаннє це відбулось в серпні 2006 року.
Оскільки маяк автоматизовано, його технічні будівлі не використовуються. На теперішній час (2008) споруди потребують ремонту, кошти для цього збирає фінська ініціативна група.
Серед радіоаматорів острів Меркет є одним з популярних місць для виходу в ефір. Оскільки найвища точка острову не перевищує двох метрів і острів як правило залитий водою та внаслідок відсутності причалу його щорічно може відвідати лише 1-3 радіоекспедиції. Переважно радіоаматори виходять в ефір з фінської частини острова, яка має спеціальний статус частини Фінляндії, що знаходиться між двома країнами — Швецією та автономною провінцією Аландські острови — визнаною серед радіоаматорів, за окрему країну. Префіксом радіопозивного при роботі радіопередавача з острова Меркет є OJ0.